# Zira
Zira es una ciudad de la India en el distrito de Firozpur, estado de Panyab.

## Geografía
Se encuentra a una altitud de 211 m s. n. m. a 192 km de la capital estatal, Chandigarh, en la zona horaria UTC +5:30.

## Demografía
Según estimación 2010 contaba con una población de 38 943 habitantes.

## Deporte
- Zira FK juega en la Premyer Liga y la Copa de Azerbaiyán.